# Schoutenhuis (Baarn)
Het Schoutenhuis is een gemeentelijk monument aan de Brink in Baarn in de Nederlandse provincie Utrecht.
Het Schoutenhuis is het oudste huis dat op de Brink staat. Het werd gebouwd in 1870 en werd in 1999 geheel in stijl gerenoveerd. Mogelijk zijn er nog fragmenten van het oude schoutenhuis te vinden in het huidige pand.
Het oude schoutenhuis moet er al gestaan hebben in 1457. Toen werd Baarn werd bevestigd in het hebben van stadsrechten; een van die rechten was het rechtspreken. In 1674 kreeg Baarn zelf een eigen rechthuis op de plaats waar nu de Hema staat. Een van de schouten was mr. Smout, die in 1732 het huis verkocht aan zijn opvolger E.L. Pook van Baggen. In 1740 liet schout Chr.W. Plesman een nieuwe woning naast de kerk bouwen, omdat hij het oude huis te eenvoudig vond. De afgeschuinde hoek aan de rechterkant is waarschijnlijk gemaakt om een beter uitzicht te krijgen.
In de 19e eeuw werd het Schoutenhuis aan de Brink gebruikt als raadhuis. In 1866 werd een nieuw raadhuis gebouwd aan de Hoofdstraat.